# Chi Phong
Chi Phong hay Chi Thích (danh pháp khoa học: Acer) là chi chứa khoảng 158 loài cây gỗ hay cây bụi, chủ yếu có nguồn gốc ở châu Á, nhưng có một số loài có mặt tại châu Âu, Bắc Phi và Bắc Mỹ. Tên gọi phổ biến của các loài trong tiếng Việt là "phong" hay "thích". Trong tiếng Trung người ta gọi chúng là 枫 / 楓 (phong) hay 槭 (túc). Các loài phong, thích theo lịch sử có khi được xếp trong họ riêng của chính nó là họ Phong (Aceraceae), hoặc có khi lại cùng với họ Dẻ ngựa (Hippocastanaceae - chứa các loài dẻ ngựa, cây bảy lá, lộc đồng) được gộp chung trong họ Bồ hòn (Sapindaceae). Các phân loại hiện đại, bao gồm cả phân loại của APG, ưu tiên việc gộp nó vào Sapindaceae. Trong bài này sử dụng từ phong làm chính.
Từ Acer có nguồn gốc từ tiếng Hy Lạp có nghĩa là "sắc nhọn" (để chỉ các điểm đặc trưng trên lá của chúng) và lần đầu tiên được nhà thực vật học người Pháp Joseph Pitton de Tournefort dùng cho chi này vào năm 1700.

## Hình thái học

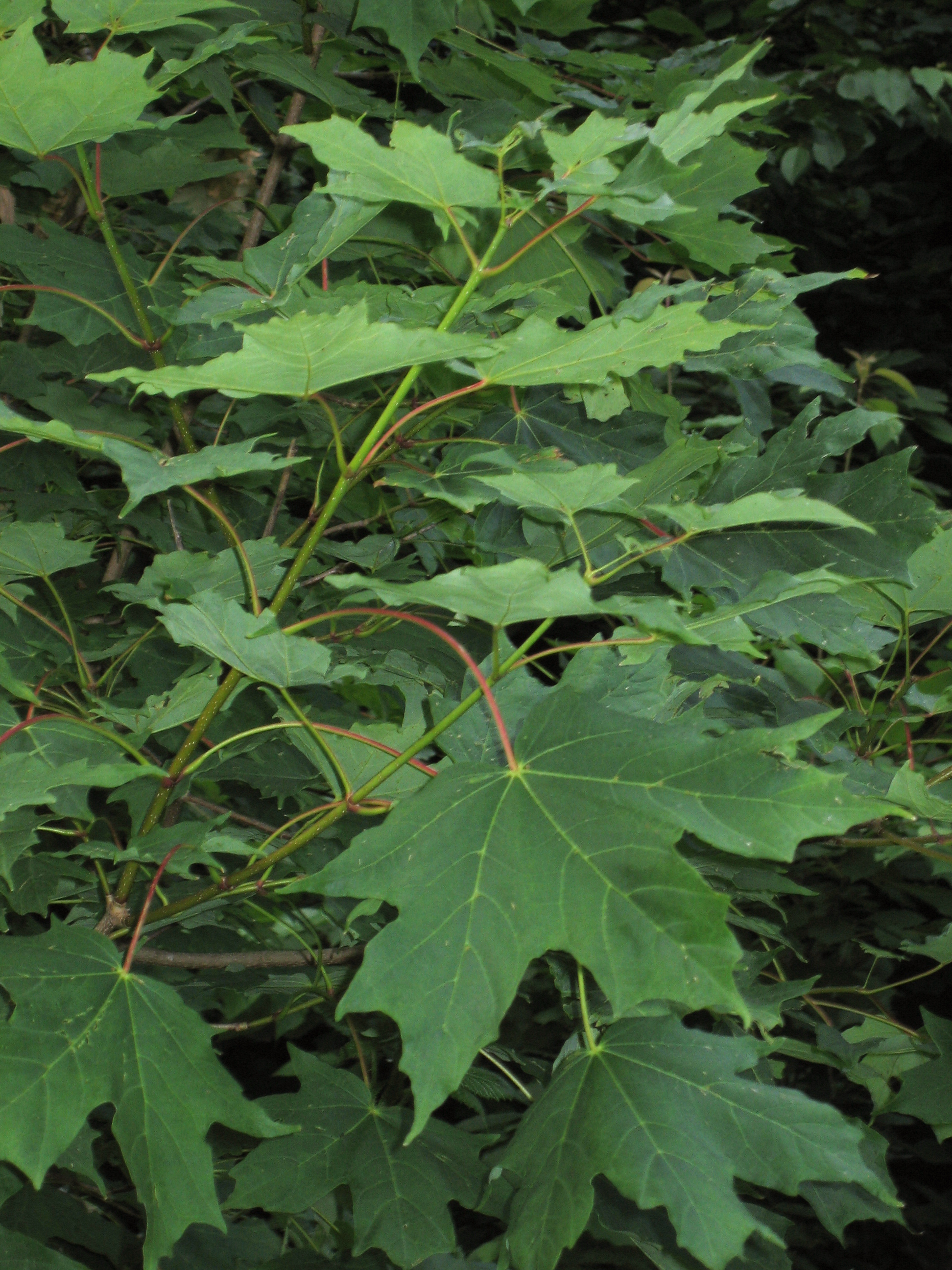
Tán lá cây phong đường (Acer saccharum)

Các loài phong chủ yếu là cây gỗ cao tới 10–40 m (30–130 ft). Các loài khác là cây bụi thấp hơn 10 m với thân cây chia nhánh nhỏ ngay từ mặt đất. Phần lớn các loài có lá sớm rụng, nhưng một số ít loài tại khu vực miền nam châu Á và khu vực Địa Trung Hải là cây thường xanh.
Các loài phong dễ phân biệt bởi sự sắp xếp lá theo kiểu mọc đối. Lá ở phần lớn các loài có dạng gân và thùy hình chân vịt, với 3-9 gân dẫn tới mỗi thùy, một trong các thùy đó ở chính giữa. Một lượng nhỏ các loài lại khác biệt ở chỗ chúng có lá kép chân vịt hay lông chim, với gân lông chim hay không thùy.
Một số loài, bao gồm phong vỏ giấy (Acer griseum), phong Mãn Châu (Acer mandshuricum), phong Nikko (Acer maximowiczianum) và phong ba hoa (Acer triflorum), có lá dạng ba lá chét. Một loài, phong Manitoba (Acer negundo), có lá kép lông chim có thể là dạng ba hoặc năm, bảy hay đôi khi là chín lá chét đơn. Một loài phong khác, phong trăn (Acer carpinifolium), có các lá đơn gân lông chim trông tương tự như ở các loài trăn.

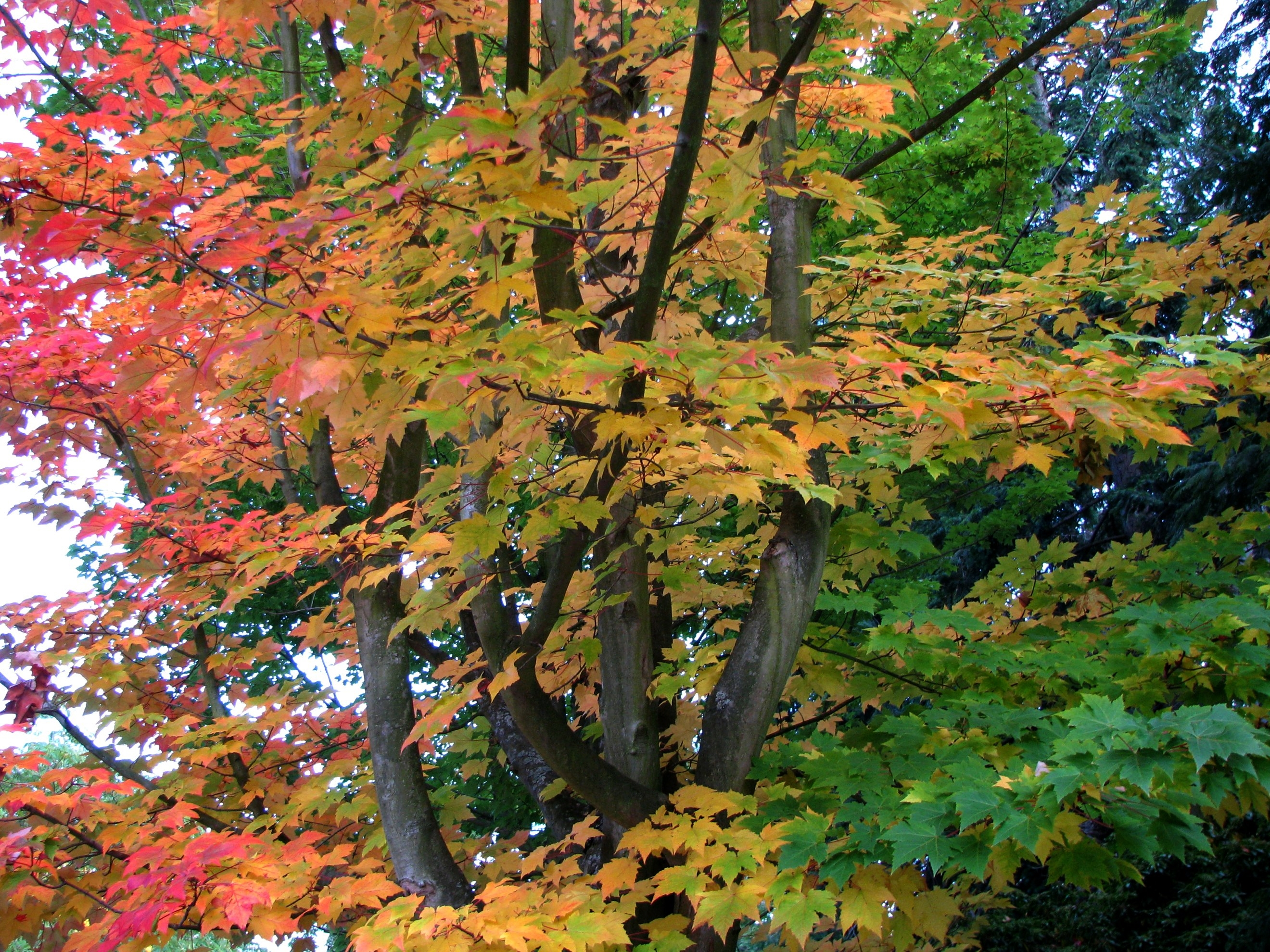
Lá cây phong đổi màu trong mùa thu.

Hoa của các loài phong thuộc dạng cân đối, mẫu năm, mọc thành các cành, ngù hay tán hoa. Chúng có 5 lá đài, 5 cánh hoa dài khoảng 1–6 mm, 12 nhị hoa dài khoảng 6–10 mm mọc thành hai vòng, mỗi vòng 6 nhị, cùng 2 nhụy hoa hoặc 1 nhụy với 2 vòi nhụy. Bầu nhụy lớn có 2 lá noãn, các cánh của chúng làm thon dài hoa, điều này làm cho người ta rất dễ phân biệt hoa nào là hoa cái. Phong ra hoa vào cuối mùa đông hay đầu mùa xuân, ở phần lớn các loài chúng xuất hiện cùng với lá hoặc muộn hơn một chút, nhưng ở một số loài thì hoa lại xuất hiện trước khi ra lá.

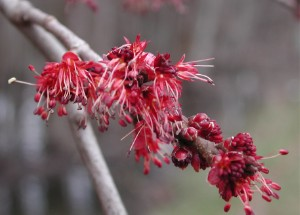
Hoa của cây phong đỏ (Acer rubrum)

Hoa phong có màu lục, vàng, da cam hay đỏ, tùy theo loài. Mặc dù từng hoa riêng lẻ thì nhỏ, nhưng hiệu ứng chung của cả cây khi ra hoa lại khá sặc sỡ ở một số loài. Một số loài phong là nguồn phấn hoa và mật hoa vào đầu mùa xuân cho các loài ong.

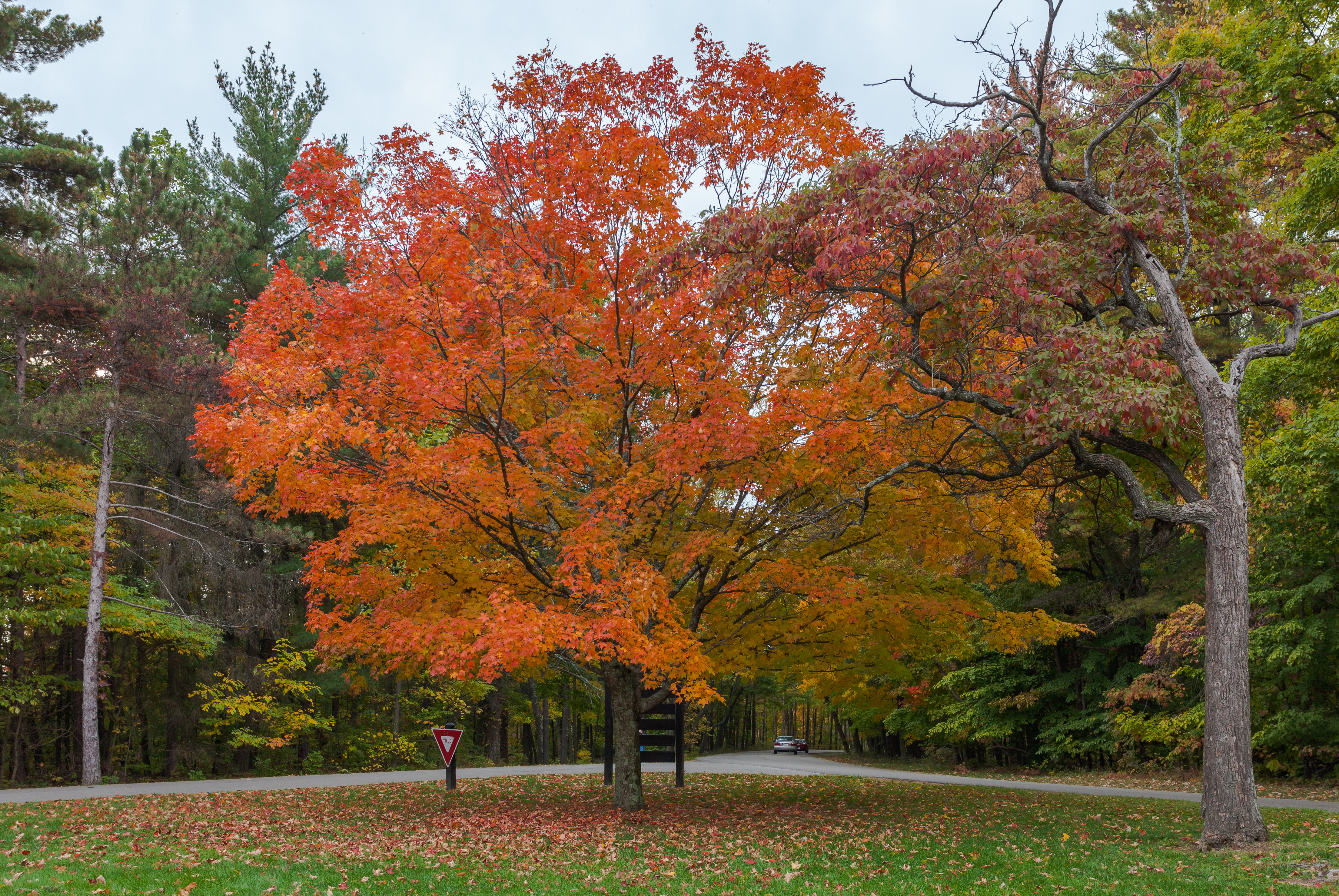
Cây phong đỏ mùa thu

Quả của các loài phong là loại quả cánh. Các hạt này xuất hiện trong các cặp khác biệt, mỗi cặp chứa một hạt được bao bọc trong "quả hạch" nhỏ gắn với các cánh phẳng bao gồm các mô dạng sợi, mỏng như giấy. Chúng có hình dạng như thế để có thể lộn vòng khi rụng nhằm đưa hạt đi đủ xa theo gió. Sự phát triển đầy đủ của hạt diễn ra khoảng từ vài tuần đến 6 tháng kể từ khi ra hoa, với sự phát tán hạt rất nhanh sau khi chín. Phần lớn các loài đòi hỏi phải có xử lý hạt nhằm đảm bảo cho việc nảy mầm, và một số hạt có thể duy trì trạng thái ngủ trong đất trong thời gian vài năm trước khi nảy mầm.

## Dịch bệnh
Lá phong bị ấu trùng của một số loài côn trùng thuộc bộ Cánh vẩy (Lepidoptera) ăn (xem Danh sách các loài cánh vẩy ăn lá phong). Các loài rệp cũng là các côn trùng hút nhựa phổ biến trên các cây phong.
Các loài phong cũng chịu ảnh hưởng bởi nhiều loại bệnh do nấm gây ra. Một số loài phong rất mẫn cảm với bệnh héo Verticillium do các loài nấm thuộc chi Verticillium gây ra, với tỷ lệ cây chết rất cao. Bệnh vỏ đen, do các loài trong chi Cryptostroma gây ra, có thể làm chết các cây phong do thiếu nước. Đôi khi phong bị chết là do các loài Phytophthora gây thối rễ hay các loài Ganoderma làm rữa rễ. Lá phong về cuối mùa hè và mùa thu nói chung hay bị biến dạng với các "đốm đen hắc ín" do các loài Rhystima gây ra hay mốc sương do các loài Uncinula gây ra, mặc dù các bệnh này thông thường không có ảnh hưởng nghiêm trọng đối với cây.

## Sử dụng

### Làm vườn

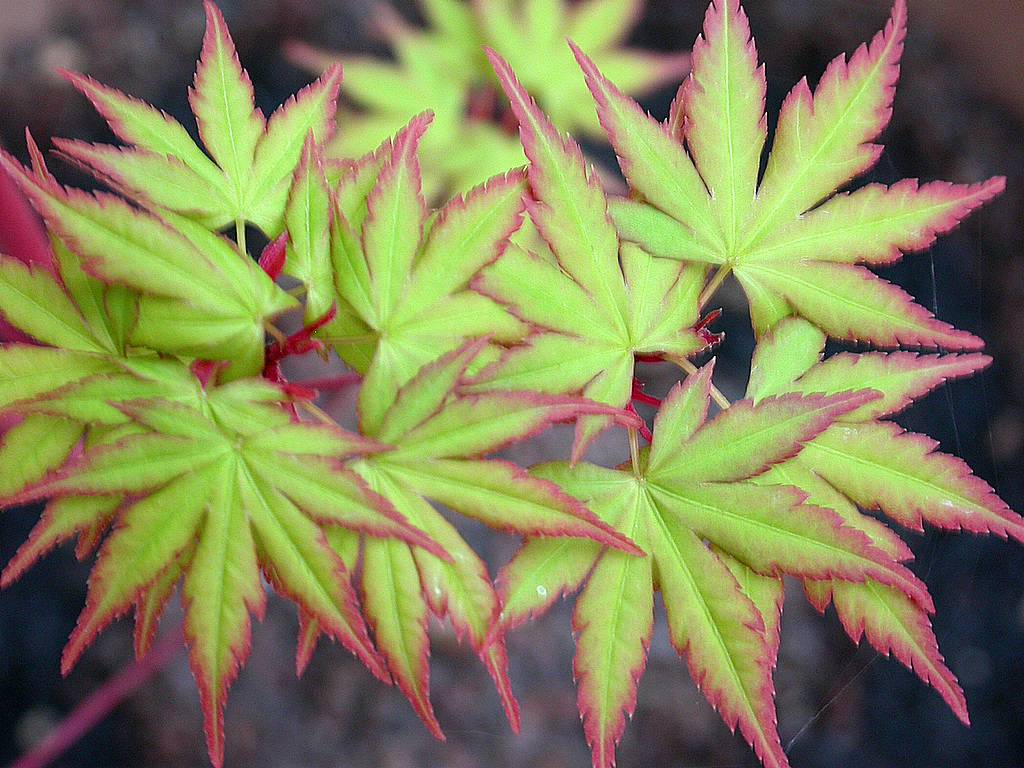
Phong Nhật Bản (Acer palmatum) có trên 1.000 giống. Đây là giống 'Sango kaku', còn gọi là "phong vỏ san hô".

Các loài phong được trồng làm cây cảnh. Phong Na Uy (A. platanoides) là đặc biệt phổ biến do tốc độ lớn nhanh và khả năng chịu lạnh, mặc dù nó bị coi là loài xâm hại ở một số khu vực. Các loài phong khác, đặc biệt là các loài nhỏ hay không thông dụng, được sử dụng làm các cây mẫu vật.
Các giống
Hàng loạt các giống phong đã được chọn lựa với các đặc trưng cụ thể và chỉ có thể nhân giống bằng cách ghép cành. Chỉ riêng phong Nhật Bản (A. palmatum) đã có trên 1.000 giống, phần lớn được chọn lựa tại Nhật Bản, và nhiều giống đã không còn được nhân giống hay không được trồng tại các nước phương Tây. Một số giống thanh nhã thường được trồng trong chậu và ít khi cao quá 50–100 cm.
Bonsai

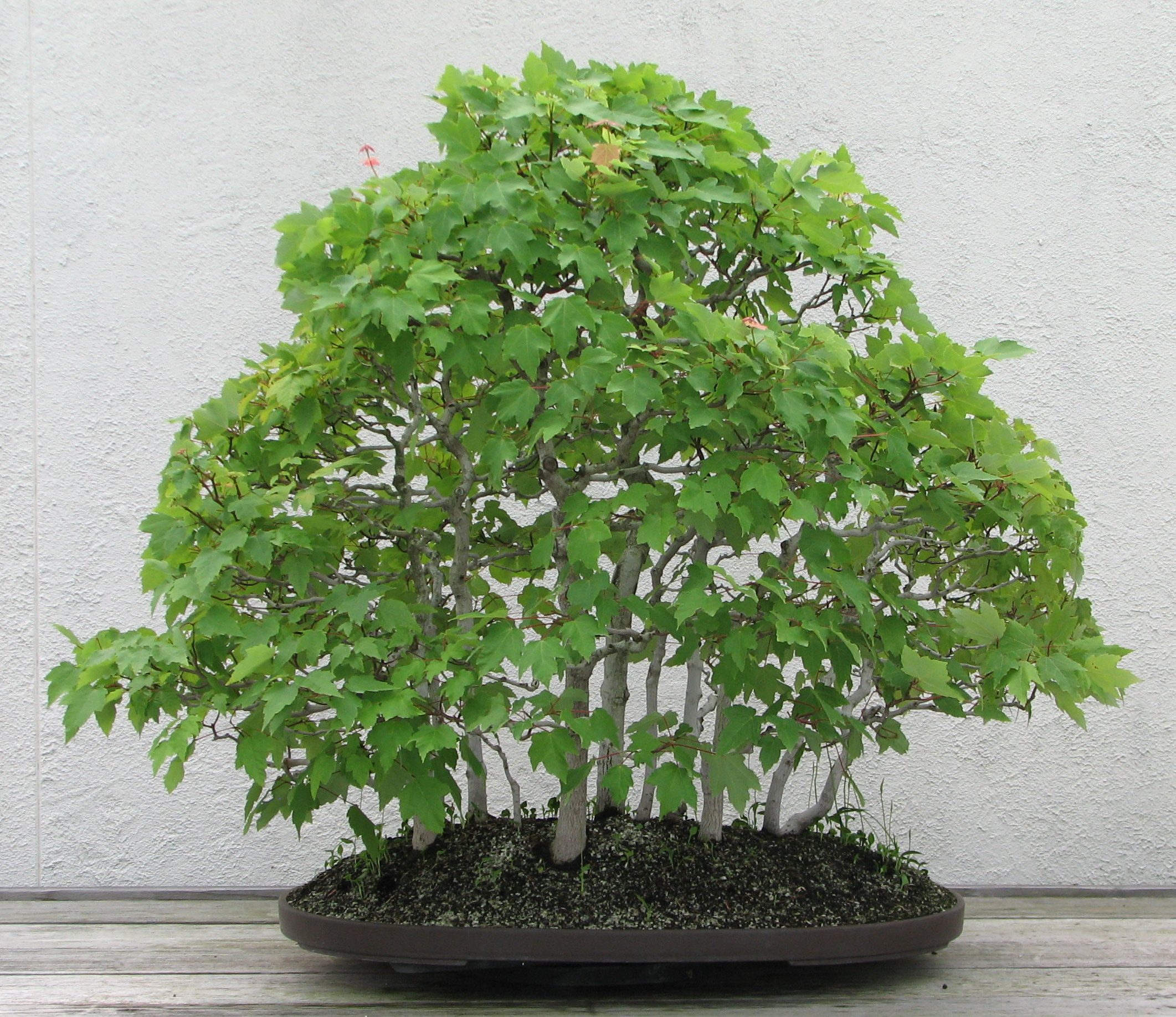
Bonsai cây phong đỏ

Phong là sự lựa chọn phổ biến cho nghệ thuật bonsai. Phong Nhật Bản, phong đinh ba (A. buergerianum), phong Amur (A. ginnala), phong đồng (A. campestre) và phong Montpellier (A. monspessulanum) là các lựa chọn phổ biến và chúng thích ứng khá tốt với các kỹ thuật kích thích sự giảm bớt lá và phân nhánh cành, nhưng phần lớn các loài đều có thể dùng vào mục đích này.
Sưu tập
Nhiều bộ sưu tập các loài phong, đôi khi còn được các tài liệu gọi là aceretum, chiếm không gian trong nhiều khu vườn và các vườn ươm trên khắp thế giới, bao gồm cả "năm W lớn" tại Anh là: vườn Wakehurst Place, vườn ươm Westonbirt, đại công viên Windsor, vườn ươm Winkworth và vườn Wisley. Tại Hoa Kỳ, các vườn ươm thuộc Harvard là vườn ươm Arnold ở Boston là đáng chú ý nhất. Về số lượng loài và giống thì vườn ươm Esveld tại Boskoop, Hà Lan là lớn nhất thế giới.

### Du lịch

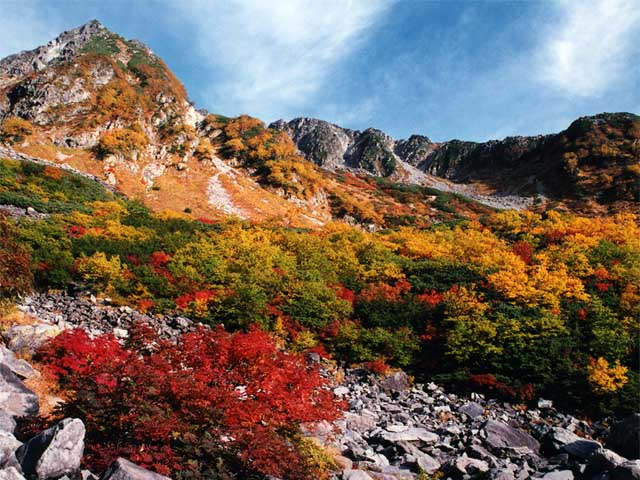
Dãy núi Hodaka, Nhật Bản về mùa thu. Màu lá phong

Nhiều loài phong có bộ lá sáng màu về mùa thu và nhiều quốc gia có các truyền thống theo dõi màu lá. Tại Nhật Bản, tập quán theo dõi sự đổi màu của lá phong về mùa thu được gọi là "momijigari". Nikko và Kyoto là các điểm đến ưa thích cho hoạt động này.
Sự đổi màu của lá phong đỏ (A. rubrum) rất đẹp mắt về mùa thu là yếu tố đóng góp chính vào phong cảnh mùa thu ở miền đông nam Canada và tại New England. Du lịch mùa thu để xem lá đổi màu là nguồn lợi chính trong kinh tế của khu vực này, đặc biệt là tại Vermont, New Hampshire và Western Massachusetts.
Tại khu vực miền tây bắc Hoa Kỳ ven Thái Bình Dương, màu đẹp ngoạn mục về mùa thu của lá phong chủ yếu là do loài phong lá nho (A. circinatum) đã thu hút khách du lịch và các nhà nhiếp ảnh.

### Thương mại
Phong là nguồn quan trọng để sản xuất siro và gỗ. Chúng cũng được trồng làm cây cảnh cũng như đem lại nhiều lợi ích cho các ngành du lịch và nông nghiệp.
Siro phong
Phong đường (Acer saccharum) được cạo để lấy nhựa, sau đó đem đun nóng nhựa này để sản xuất siro phong hay sản xuất đường phong hoặc kẹo phong. Siro phong cũng có thể sản xuất từ các loài có họ hàng gần với phong đường, nhưng sản lượng khá ít.
Gỗ
Một số loài phong lớn có gỗ với giá trị kinh tế, cụ thể là phong đường tại Bắc Mỹ và phong đá tại châu Âu. Người ta thường phân biệt gỗ cây bằng độ cứng như phong cứng và phong mềm. Gỗ từ cây phong đường, thường được biết đến như là "phong cứng", là loại gỗ được chọn lựa để làm các con ky trong trò chơi bowling, đường thả bóng trong trò chơi này, vỏ trống và thớt. Gỗ phong cũng được dùng để sản xuất gậy bóng chày, mặc dù ít phổ biến hơn so với gỗ tần bì (Fraxinus spp.) hay mại châu (Carya spp.).
Một số loại gỗ phong có thớ gỗ mang tính trang trí cao, được biết đến như là các vân lửa hay vân sóng. Gỗ phong được coi là hỗ trợ âm thanh rất tốt, vì thế nó được dùng làm nhiều nhạc cụ như ghita và trống.
Nông nghiệp
Do chúng là nguồn cung cấp phấn hoa chính vào đầu mùa xuân trước khi nhiều loài cây khác ra hoa nên phong được coi là quan trọng đối với sự sinh tồn của nhiều loài ong mật.

### Biểu tượng

Quốc kỳ Canada

Cờ Canada mô tả lá phong cách điệu hóa và nó là biểu tượng quốc gia nổi bật. Tại Hoa Kỳ, phong được 5 bang công nhận là cây chính thức của bang. Cây phong đường được các bang New York, Vermont,, Wisconsin và Tây Virginia. công nhận. Cây phong hoa đỏ được đảo Rhode công nhận là cây của bang.. Lá phong cũng là biểu tượng của trò chơi trực tuyến MapleStory của Wizet và Nexon.

## Văn học
Cây phong thường cũng hay được thơ văn Việt Nam thời phong kiến nhắc tới, chẳng hạn trong Đoạn trường tân thanh (Truyện Kiều) của Nguyễn Du có đoạn viết về cây phong.
Người lên ngựa, kẻ chia bào
Rừng phong thu đã nhuốm màu quan san

## Các loài

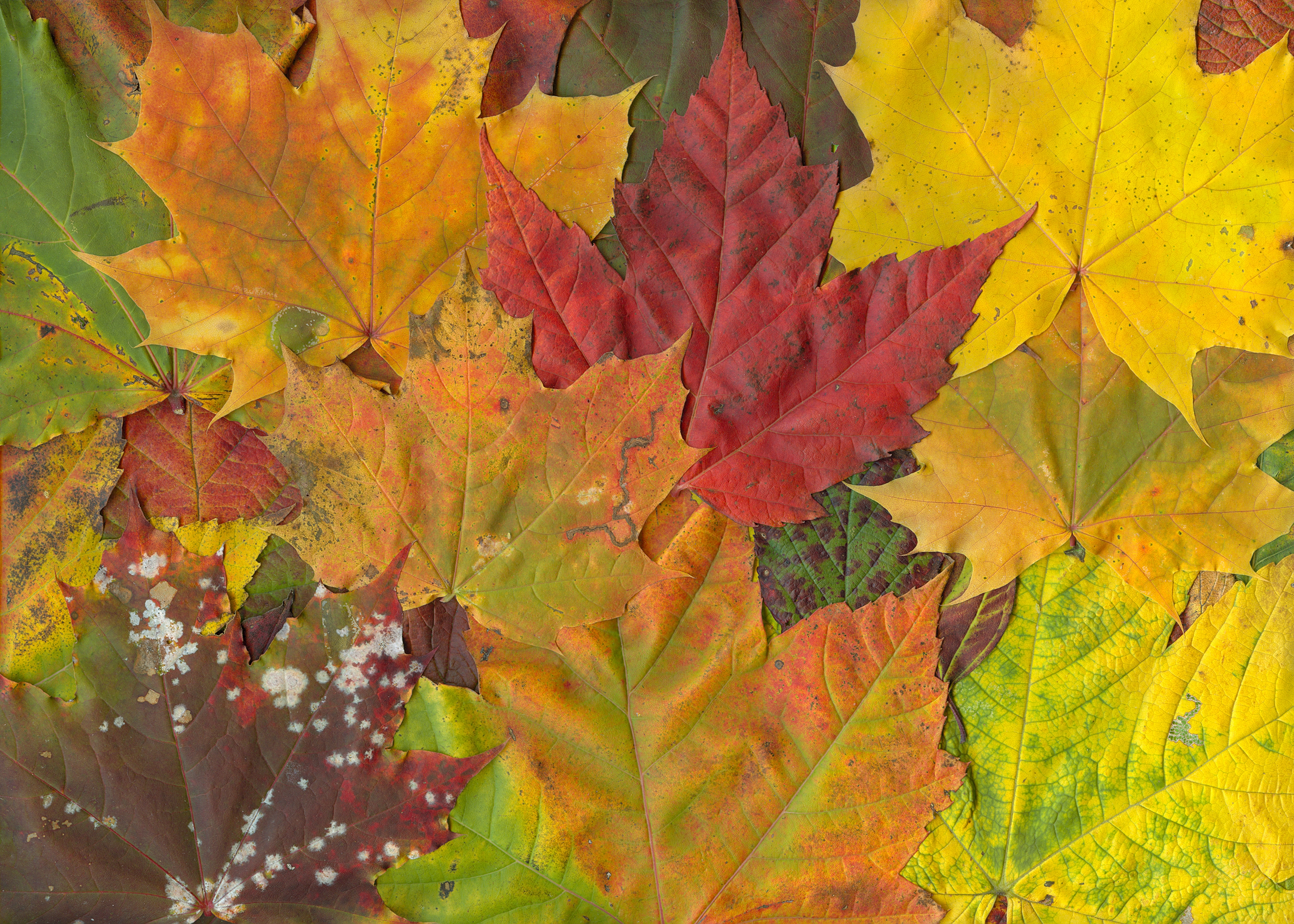
Lá phong đổi màu trong mùa thu.

Sắp xếp theo tổ dưới đây lấy theo E. Davis (2021); tham khảo P. Goetghebeur (2007)
- Tổ Acer
  - Acer binzayedii: Mexico.
  - Acer caesium: Afghanistan, Pakistan, Nepal, Ấn Độ, Bangladesh, Malaysia, Indonesia, Trung Quốc.
  - Acer floridanum
  - Acer granatense
  - Acer grandidentatum
  - Acer heldreichii
  - Acer hyrcanum
  - Acer iranicum
  - Acer leucoderme
  - Acer mazandaranicum
  - Acer monspessulanum
  - Acer nigrum
  - Acer obtusifolium
  - Acer opalus
  - Acer pseudoplatanus - loài điển hình.
  - Acer saccharum: Canada, Hoa Kỳ.
  - Acer sempervirens
  - Acer skutchii
  - Acer sosnowskyi
  - Acer undulatum
  - Acer velutinum
  - Acer yangbiense
- Tổ Arguta
  - Acer acuminatum: Ấn Độ, Nepal, Pakistan.
  - Acer argutum: Nhật Bản.
  - Acer barbinerve: Viễn Đông Nga, bắc Trung Quốc, bán đảo Triều Tiên.
  - Acer stachyophyllum
- Tổ Ginnala
  - Acer tataricum (đồng nghĩa: A. ginnala)
- Tổ Glabra
  - Acer glabrum
- Tổ Hyptiocarpa (hoặc gộp trong tổ Rubra)[12]
  - Acer laurinum
  - Acer pinnatinervium
- Tổ Indivisa
  - Acer carpinifolium
- Tổ Lithocarpa
  - Acer amamiense: Quần đảo Lưu Cầu.
  - Acer diabolicum
  - Acer kungshanense
  - Acer leipoense
  - Acer lungshengense
  - Acer sinopurpurascens
  - Acer sterculiaceum
  - Acer thomsonii
  - Acer tsinglingense
- Tổ Macrantha
  - Acer capillipes
  - Acer caudatifolium (đồng nghĩa: A. kawakamii)
  - Acer chienii
  - Acer crataegifolium
  - Acer davidii
  - Acer forrestii
  - Acer insulare
  - Acer komarovii
  - Acer laxiflorum
  - Acer maximowiczii
  - Acer metcalfii
  - Acer micranthum
  - Acer morifolium
  - Acer morrisonense (đồng nghĩa: A. rubescens)
  - Acer pectinatum
  - Acer pensylvanicum
  - Acer rufinerve
  - Acer sikkimense (đồng nghĩa: A. hookeri)
  - Acer tegmentosum
  - Acer tschonoskii
- Tổ Macrophylla
  - Acer macrophyllum
- Tổ Negundo
  - Acer cissifolium
  - Acer henryi
  - Acer negundo
- Tổ Palmata
  - Acer calcaratum
  - Acer campbellii (đồng nghĩa: A. flabellatum Rehder, A. heptaphlebium)
  - Acer chingii
  - Acer circinatum
  - Acer confertifolium
  - Acer cordatum
  - Acer crassum
  - Acer duplicatoserratum (đồng nghĩa: A. ceriferum)
  - Acer elegantulum
  - Acer erianthum
  - Acer erythranthum
  - Acer fabri
  - Acer fenzelianum
  - Acer hilaense
  - Acer japonicum
  - Acer kuomeii
  - Acer kwangnanense
  - Acer kweilinense
  - Acer laevigatum
  - Acer mapienense
  - Acer miaoshanicum
  - Acer oligocarpum
  - Acer oliverianum
  - Acer × osmastonii = A. campbellii × A. laevigatum
  - Acer palmatum (đồng nghĩa: A. amoenum Carrière)
  - Acer pauciflorum (đồng nghĩa: A. pubipalmatum)
  - Acer pseudosieboldianum (đồng nghĩa: A. takesimense)
  - Acer pseudowilsonii
  - Acer pubinerve
  - Acer pubipetiolatum
  - Acer robustum (đồng nghĩa: A. anhweiense)
  - Acer serrulatum
  - Acer shangszeense
  - Acer shirasawanum
  - Acer sieboldianum
  - Acer sinense
  - Acer sino-oblongum
  - Acer tenuifolium
  - Acer tonkinense
  - Acer tutcheri
  - Acer wangchii (hoặc xếp trong tổ Pentaphylla)?
  - Acer wilsonii
- Tổ Parviflora
  - Acer distylum
  - Acer nipponicum
- Tổ Pentaphylla
  - Acer albopurpurascens
  - Acer buergerianum: Trung Quốc, Đài Loan. Du nhập vào Italia, bán đảo Triều Tiên, Tadzhikistan, Uzbekistan.
  - Acer chingdaoense
  - Acer coriaceifolium
  - Acer gracilifolium
  - Acer lucidum
  - Acer oblongum
  - Acer paihengii
  - Acer paxii
  - Acer pentaphyllum
  - Acer poliophyllum
  - Acer shihweii
  - Acer sycopseoides
  - Acer yinkunii
  - Acer yui
- Tổ Platanoidea
  - Acer acutum
  - Acer amplum (đồng nghĩa: A. chapaense): Myanmar, Trung Quốc, miền bắc Việt Nam.
  - Acer campestre
  - Acer cappadocicum (đồng nghĩa: A. divergens)
  - Acer chunii
  - Acer fulvescens
  - Acer leptophyllum
  - Acer lobelii
  - Acer longipes
  - Acer miyabei (đồng nghĩa: A. miaotaiense)
  - Acer okamotoanum
  - Acer pictum
  - Acer platanoides (đồng nghĩa: A. turkestanicum)
  - Acer shenkanense
  - Acer tenellum
  - Acer tibetense
  - Acer truncatum
- Tổ Pubescentia
  - Acer pentapomicum
  - Acer pilosum
- Tổ Rubra
  - Acer pycnanthum
  - Acer rubrum
  - Acer saccharinum
- Tổ Spicata
  - Acer caudatum
  - Acer spicatum
  - Acer ukurunduense
- Tổ Trifoliata
  - Acer griseum
  - Acer mandshuricum
  - Acer maximowiczianum
  - Acer sutchuenense
  - Acer triflorum
- Tổ Wardiana
  - Acer wardii
- Chưa rõ vị trí thuộc tổ nào:
  - Acer brevipes: Miền bắc Việt Nam.
  - Acer cinerascentiforme
  - Acer orthocampestre: Có thể thuộc tổ Platanoidea.[13]
  - Acer shenzhenensis
  - Acer zarei

### Lai ghép
- Acer × bornmuelleri = A. campestre × A. monspessulanum
- Acer × boscii = A. pensylvanicum × A. tataricum
- Acer × conspicuum = A. davidii × A. pensylvanicum
- Acer × coriaceum = A. monspessulanum × A. pseudoplatanus
- Acer × dieckii hay Acer dieckii: van Gelderen (trang 245) kết luận rằng nó có lẽ là A. platanoides khác thường, gần với địa vị của một giống cây trồng.
- Acer × freemanii = A. rubrum × A. saccharinum
- Acer × hillieri = A. miyabei × A. cappadocicum 'Aureum'
- Acer × jakelyanum = A. campestre × A. opalus subsp. obtusatum
- Acer × koenighoferae = A. opalus subsp. obtusatum × A. pseudoplatanus
- Acer × martini = A. monspessulanum × A. opalus
- Acer × pseudo-heldreichii = A. pseudoplatanus × A. heldreichii
- Acer × ramosum = A. campestre × A. pseudoplatanus
- Acer × schwerinii = A. crataegifolium × A. rufinerve
- Acer × varbossanium = A. campestre × A. opalus subsp. obtusatum
- Acer × zoeschense = A. campestre × hoặc A. cappadocicumhoặc A. lobelii

## Thư viện ảnh

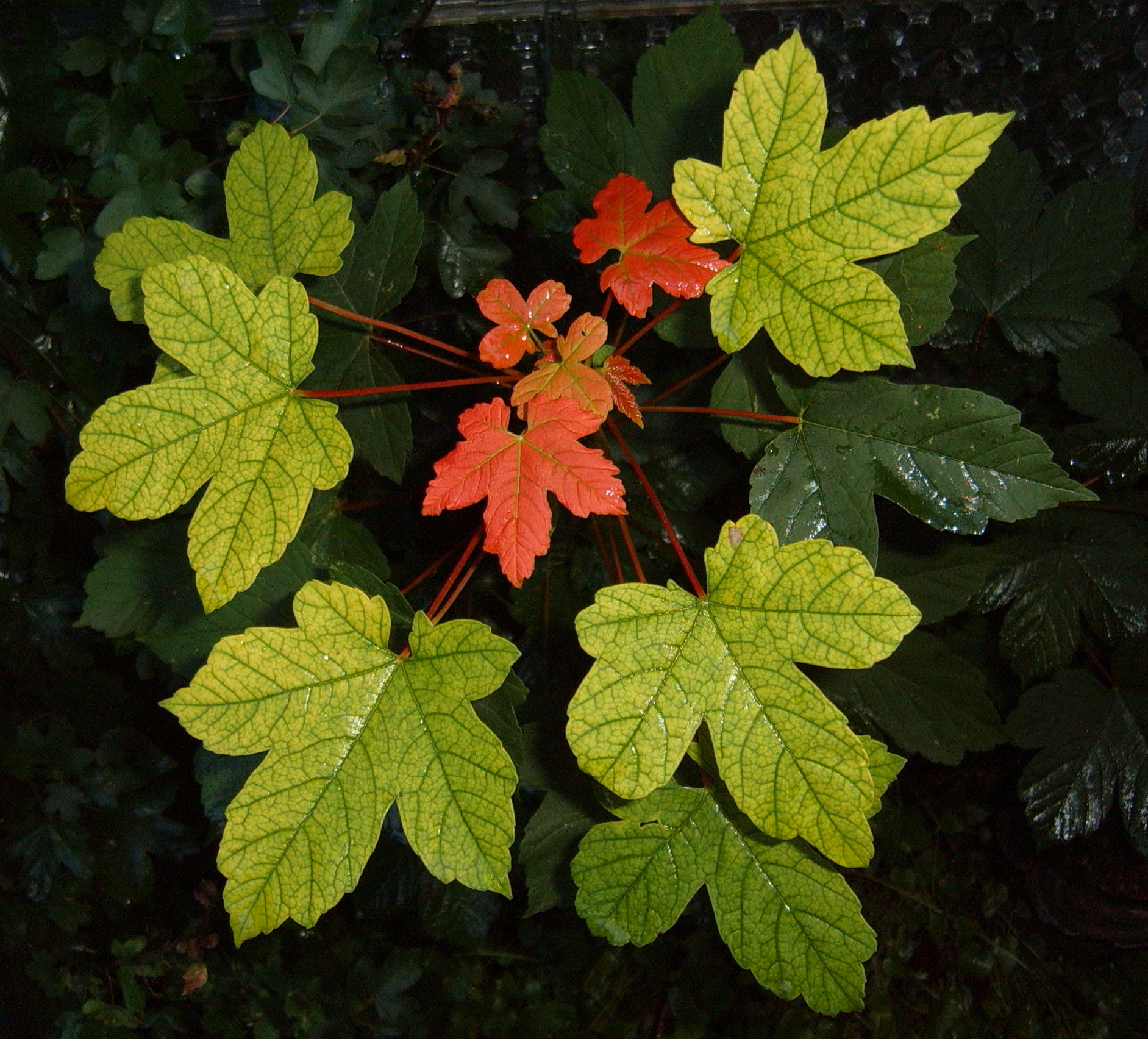
Lá phong đá
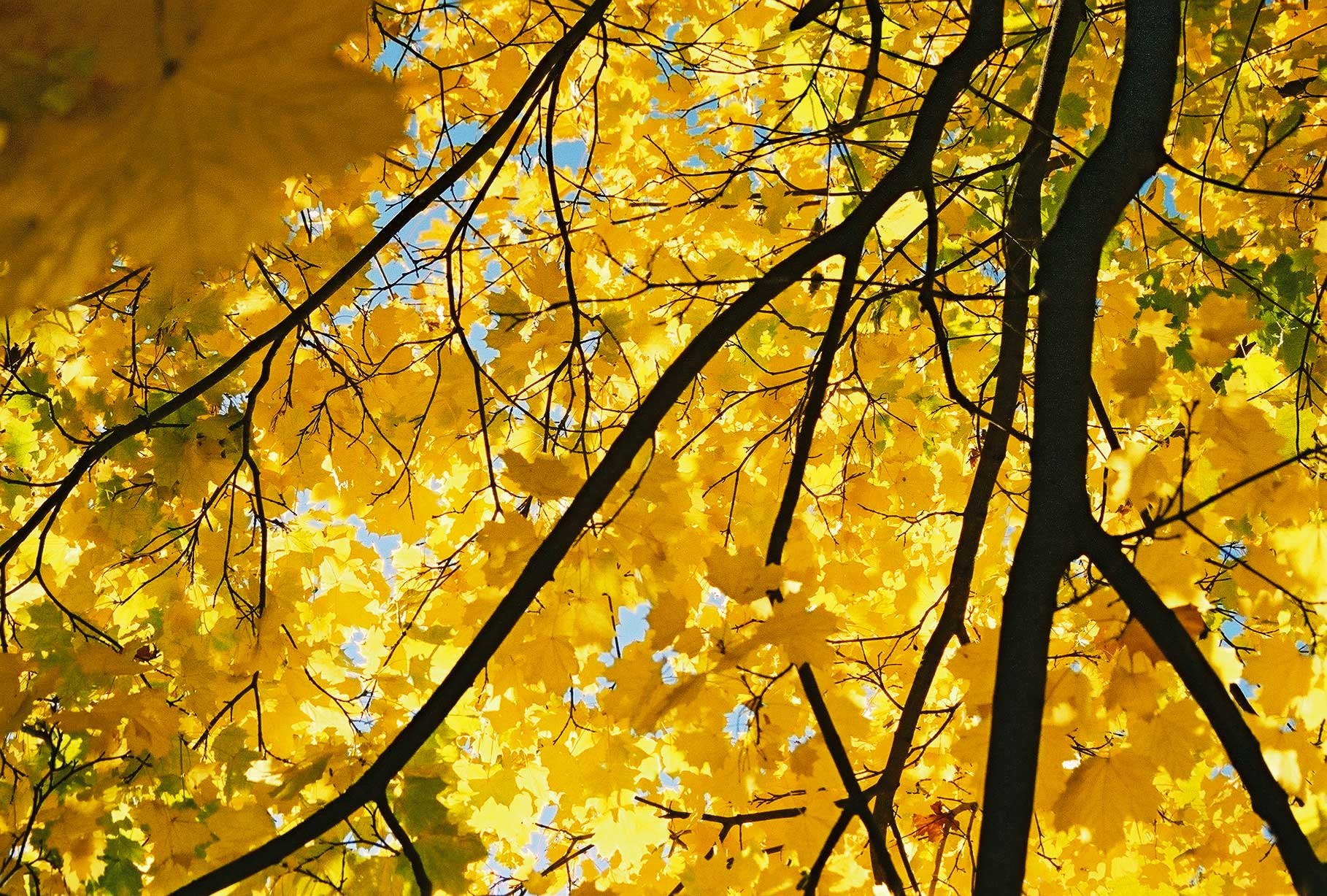
Lá phong Na Uy màu vàng trong mùa thu
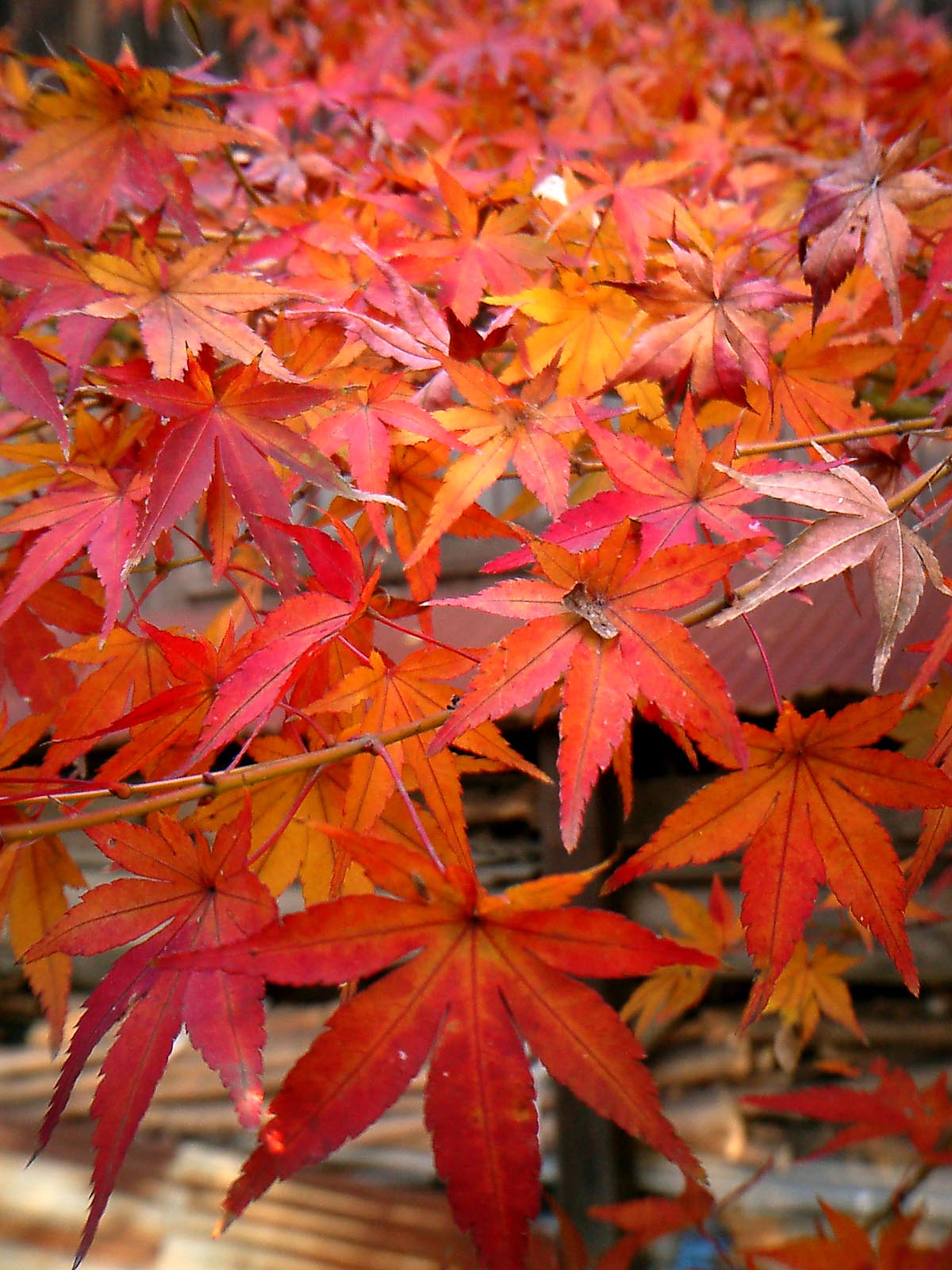
Lá phong Nhật Bản chuyển sang màu đỏ về mùa thu
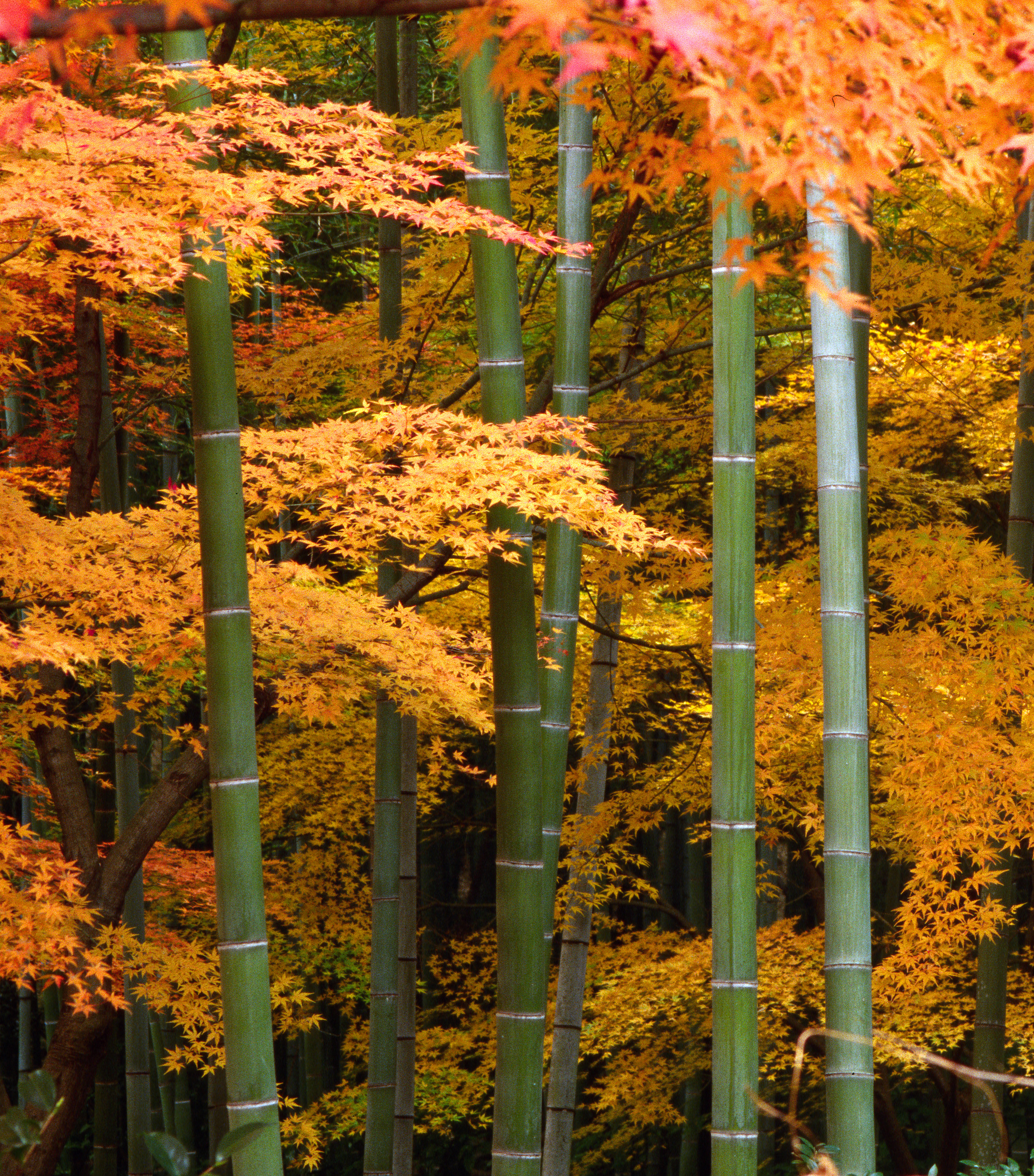
Cây phong Nhật Bản và cây tre tại Nhật
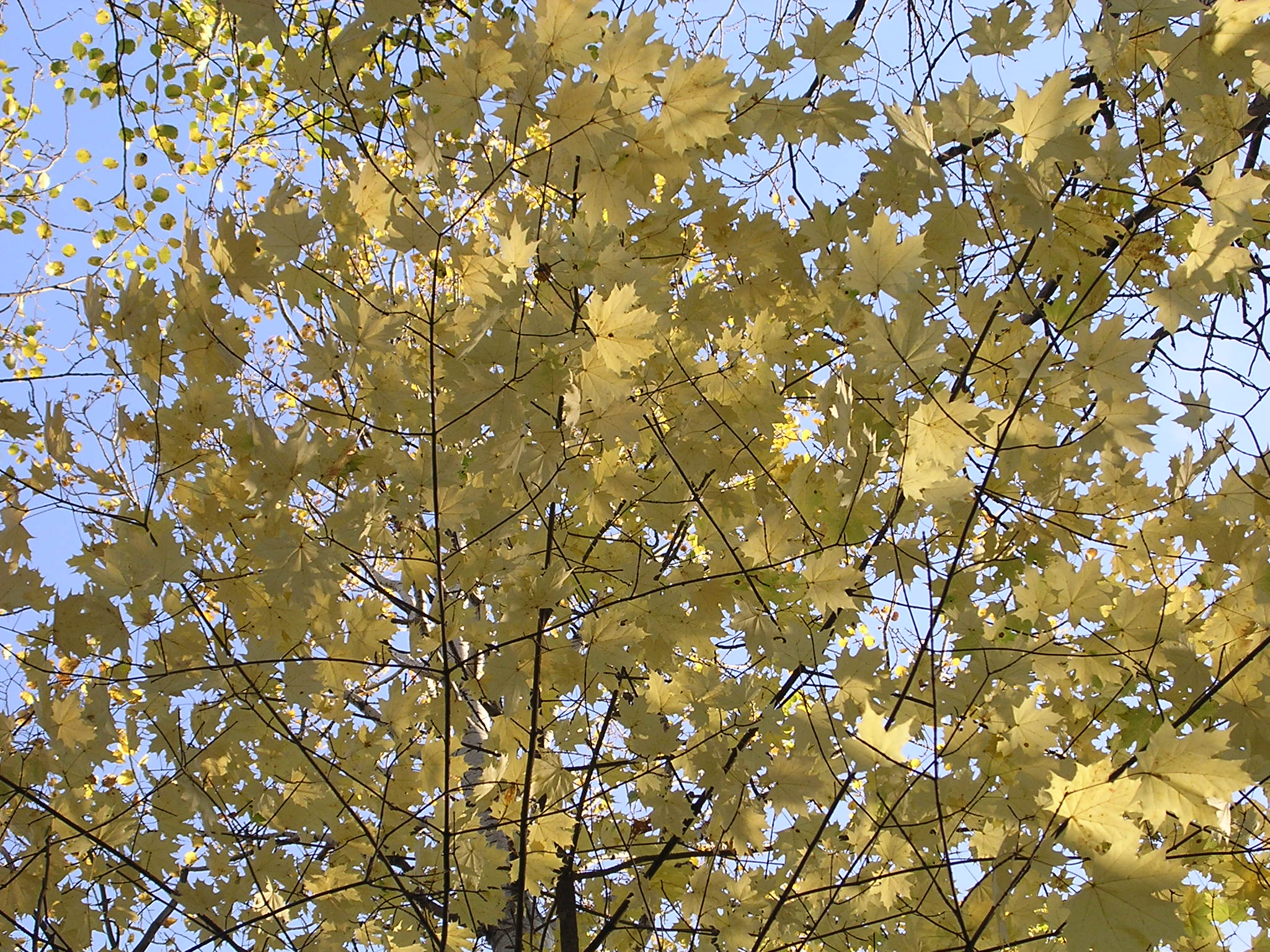
Lá phong Na Uy
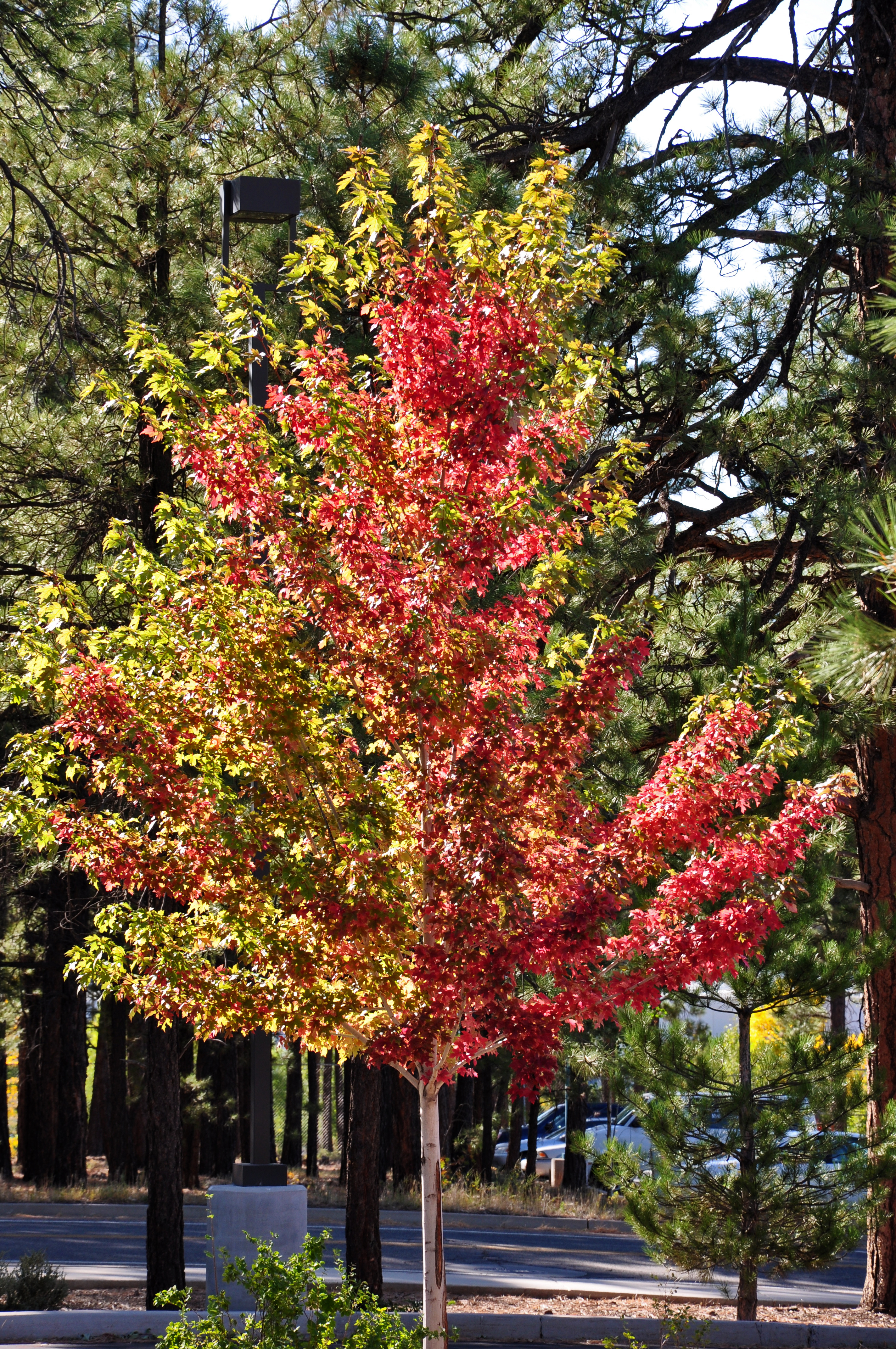
Acer × freemanii
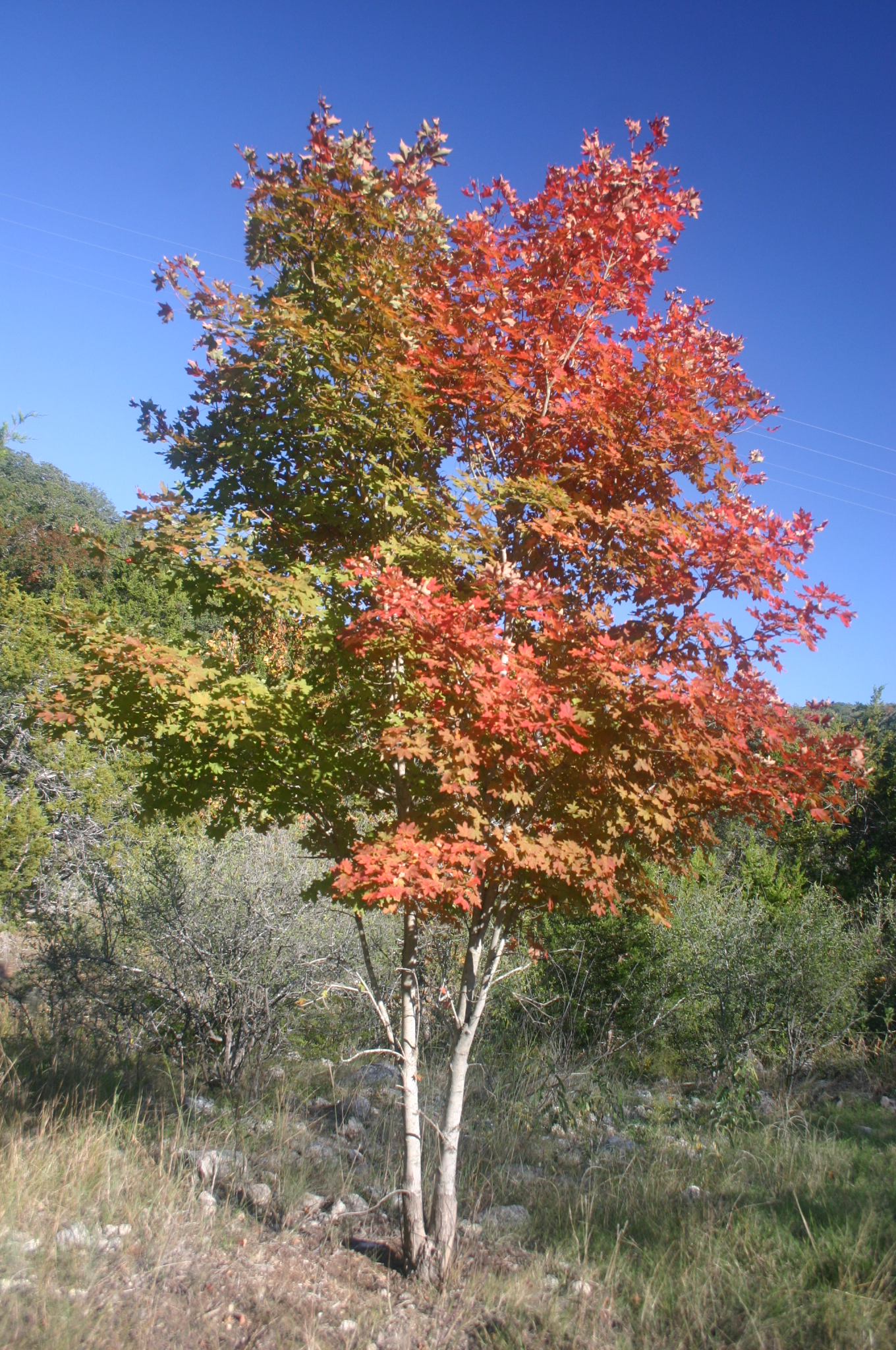
Cây phong răng lớn hai màu
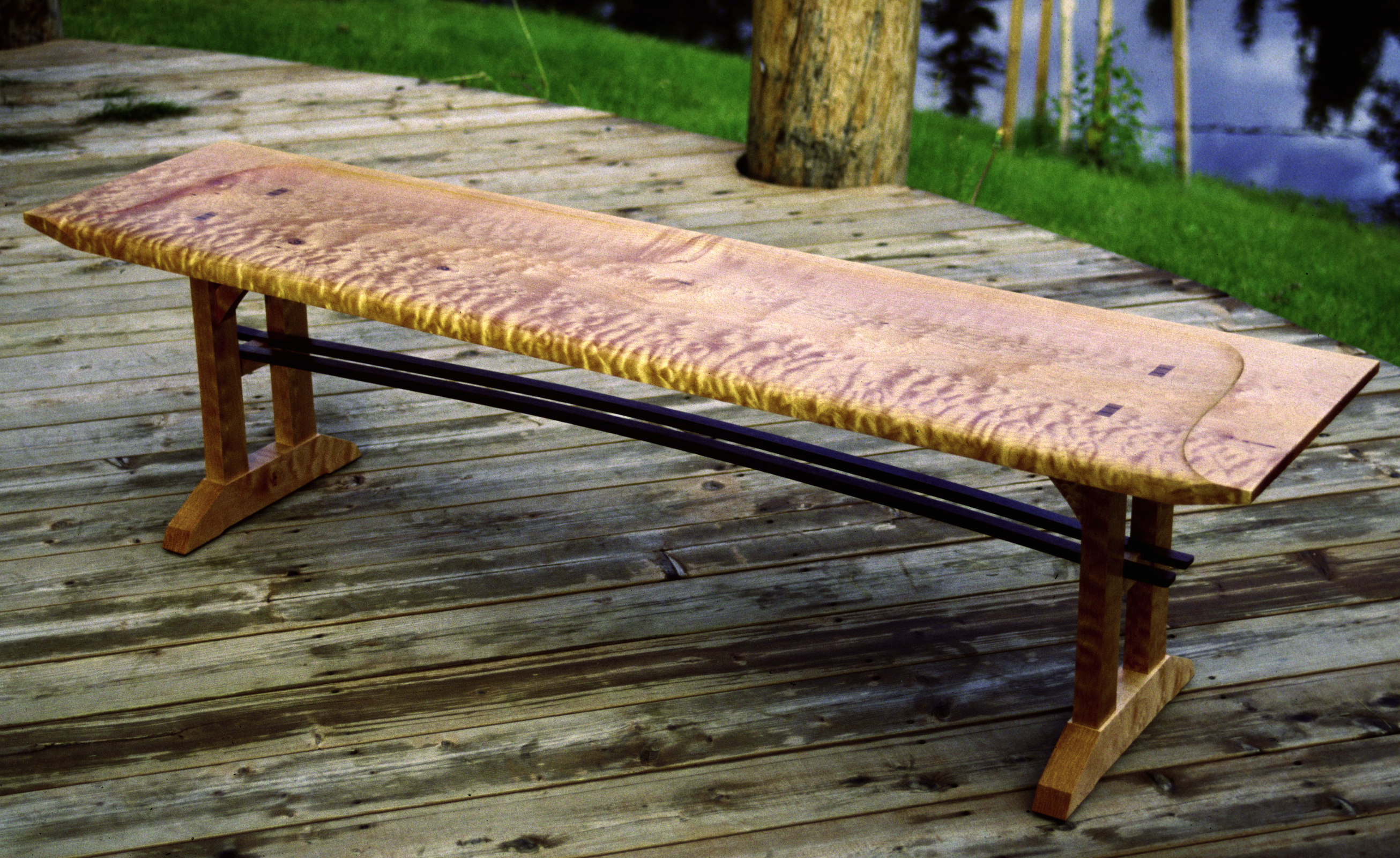
Ghế dài làm từ gỗ phong.